# Teatro de Dorset Garden
El Teatro de Dorset Garden (en inglés, Dorset Garden Theatre), también conocido como el Teatro del Duque de York (Duke of York's Theatre), el Teatro del Duque (Duke's Theatre) y Dorset Gardens, fue un teatro activo durante la Restauración en Londres. 

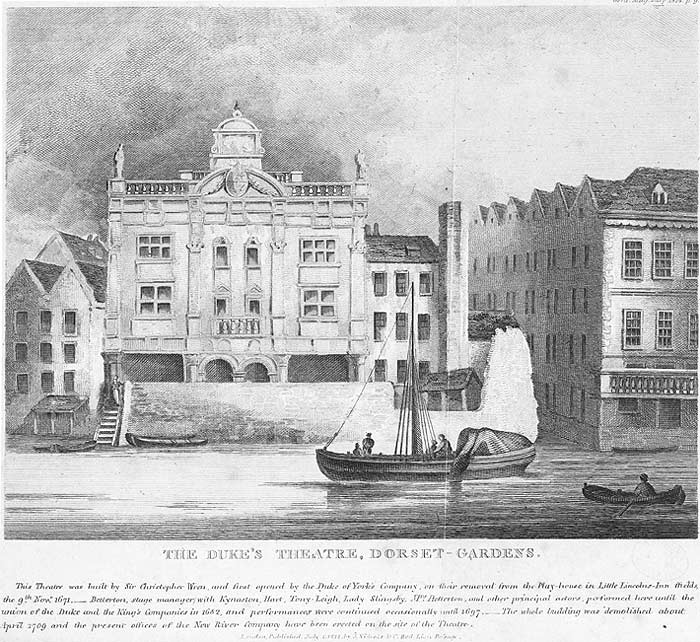
El Teatro de Dorset Garden, sobre el Támesis. Estaba de moda y era conveniente para el público llegar en barca, evitando el peligroso vecindario de Alsatia.

Después de la muerte del líder de la Compañía del Duque, el poeta laureado, Sir William Davenant, en 1668, Thomas Betterton, un destacado actor de la Compañía del Duque, se hizo cargo de la compañía. Él y la familia Davenant decidieron crear un nuevo teatro, que costó unas 9.000 libras. Betterton había estado en París y estudió las grandes tragédies en machines barrocas que estaban en boga en la escena teatral francesa, y el nuevo teatro estaba diseñado para ser una "casa de máquinas", preparada para representar las espectaculares obras de la Restauración. 
No se sabe quién diseñó este edificio, pero la tradición se lo atribuye a Sir Christopher Wren. Estaba preparado con toda la maquinaria propia de los grandes espectáculos de la época. Se inauguró el 9 de noviembre de 1671, y se convirtió en el principal teatro de Londres cuando el Teatro real se quemó en enero de 1672. Era el cuarto hogar de la Compañía del Duque, una de las dos compañías que tenía un teatro con patente, desde 1671 hasta 1682. Su importancia disminuyó cuando el nuevo y gigantesco Teatro Real se inauguró en marzo de 1674, y la Compañía del Duque abandonó en 1682 al unirse a la Compañía del Rey. Siguió usándose por la United Company hasta 1695. Fue rebautizado con el nombre de Teatro de la Reina (Queen's Theatre) en 1689, en honor de la reina María. 
No obstante, los espectáculos continuaron en el Dorset Garden hasta el final. La obra La reina de las hadas (1691-1692), de Henry Purcell, demostró que los grandes gastos de poner en escena semejantes producciones se habían hecho imposibles de recuperar.
El teatro fue demolido en 1720 y el lugar se usó como almacén de madera, y las obras de gas de la Ciudad de Londres. El lugar fue campo de juegos para la Escuela de la ciudad de Londres desde 1883 hasta 1987.